# Стежка до Фронтира
«Стежка до Фронтира» (англ. The Frontier Trail)― втрачений вестерн 1926 року режисера Скотта Р. Данлепа. Гаррі Кері зіграв у фільмі головну роль.

## У ролях
- Гаррі Кері ― Джим Кардіган
- Мейбл Жюльєнна Скотт ― Доллі Мейнард
- Ернест Гілліард ― капітан Блеквелл
- Френк Кампо ― Шад Донлін
- Нельсон Макдавелл ― Поні Джейк
- Чарльз Гілл Мейлс ― Майор Мейнард
- Гарві Кларк ― сержант О'Ші
- Еджі Геррінг ― місіс О'Ші
- Вождь Джон Велике Дерево ― Вождь Сірий Вовк.